# Quinta (Becerreá)
Quinta (llamada oficialmente Santa Eulalia de Quintá de Cancelada) es una parroquia y una aldea española del municipio de Becerreá, en la provincia de Lugo, Galicia.

## Otras denominaciones
La parroquia también es conocida por el nombre de Santa Eulalia de Quinta.

## Localización
La parroquia es la más septentrional del término municipal de Becerreá, de cuya villa dista unos 21 kilómetros y está situada a unos 12 kilómetros del municipio colindante de Navia de Suarna. 

## Geografía
Por su término parroquial discurren los ríos Donsal y Bullán, ambos afluentes que del río Navia.

## Límites
La parroquia forma parte del arciprestazgo de Cervantes y está delimitada por los términos parroquiales de Córneas y Gallegos al norte, Ribera, Sevane y Villaíz al sur, Gallegos, Pin, Peñamil y Riveira por el este, y Córneas, Sevane y Villaíz por el oeste.

## Organización territorial
La parroquia está formada por diez entidades de población:
- Balaxaz
- Buisán
- Bullán
- Castelmaría (Castel de María)
- Cortella (A Cortella)
- Coto (O Coto)
- Couso (O Couso)
- Hermida (A Ermida)
- Quinta (Quintá)
- Tucende

## Demografía

### Parroquia
| Gráfica de evolución demográfica de Quinta (parroquia) entre 2000 y 2019 |
|                                                                          |
| Datos según el nomenclátor publicado por el INE.                         |

### Aldea
| Gráfica de evolución demográfica de Quintá (aldea) entre 2000 y 2019 |
|                                                                      |
| Datos según el nomenclátor publicado por el INE.                     |

## Economía
Los habitantes de Quinta y otras aldeas de la zona de Cancelada viven en algo más de un 40% de agricultura y la ganadería, un 45% aproximadamente o más son pensionistas y el 15% restantes trabaja en oficios o en el sector servicios, administraciones públicas, en Lugo o La Coruña, en la industria o en poblaciones próximas y en la corta de madera.
La producción de la zona se podría encuadrar en la economía de auto-consumo y la crianza de Ternera Rubia gallega para el mismo fin. Todas las casas cuentan con árboles frutales, principalmente manzanos, perales, cerezos, algunas viñas y cepas o parras , actualmente varios proyectos de Turismo pueden dar vida a la zona.

## Turismo
- Cantina museo A Forxa.
- Iglesia parroquial, asentada encima de un castro.
- Escuela unitaria, cerrada en los años 80 y rehabilitada para usos sociales.
- Ermita de Santa Apolonia en Castelmaría.
- Diversos molinos y "uriceiras" (antiguas construcciones circulares de piedra en las que se depositaba el erizo del castaño para curtirlo y luego extraerle las castañas).
- Área recreativa  O Muíño.